# São Cristóvão e Neves
São Cristóvão e Neves, ou São Cristóvão e Névis, oficialmente Federação de São Cristóvão e Neves ou Névis (em inglês: Federation of Saint Christopher and Nevis ou, usando a forma coloquial, Federation of Saint Kitts and Nevis, pronunciado: [seɪnt ˌkɪts ænd ˈniːvɪs] (escutarⓘ)) é um país das Caraíbas, localizado entre as ilhas de Barlavento, é uma federação constituída por 14 paróquias, nove localizadas em São Cristóvão (Saint Kitts, coloquialmente, ou Saint Christopher, oficialmente) e cinco localizadas em Neves (em inglês, Nevis). É também o menor Estado soberano da América, tanto em extensão territorial quanto em número de habitantes.
A capital e sede do governo do Estado federado é Basseterre, na ilha de São Cristóvão. A ilha menor, Neves, situa-se a 3 km de São Cristóvão, ficando esta separada por um estreito pouco profundo a que localmente se chama The Narrows.
Historicamente, a dependência britânica de Anguila fazia também parte da federação, que era à altura conhecida como São Cristóvão-Neves-Anguila. As ilhas de São Cristóvão e de Neves fazem geograficamente parte das ilhas de Barlavento. Os vizinhos mais próximos são as ilhas de Santo Eustáquio, Saba, São Bartolomeu, a ilha de São Martinho e Anguila a noroeste; Antígua e Barbuda a leste e nordeste, e a Redonda e Monserrate a sudeste.
São Cristóvão e Neves foi dos primeiros arquipélagos das Caraíbas a ser povoado por europeus. A ilha de São Cristóvão recebeu quer a primeira colónia britânica, quer a primeira colónia francesa nas Caraíbas, e como tal é por vezes referida como "a colónia-mãe das Índias Ocidentais".

## Etimologia
A ilha de São Cristóvão era chamada de "Liamuiga" pela tribo local, os Caraíbas e pode ser traduzido como "terra fértil". O nome atualmente continua usado no pico mais alto, Monte Liamuiga. Já o nome pré-Colombiano de Neves era "Oualie", significando "terra das belas águas".
Cristóvão Colombo avistou em 1493 o que atualmente é Neves e lhe deu o nome de San Martín (São Martinho). O nome atual "Neves" é derivado do nome espanhol Nuestra Señora de las Nieves. Não se sabe quem deu esse nome à ilha, mas é uma referência a um milagre católico do século IV: Esse milagre seria um casal que morava em Roma pedia a Virgem Maria onde eles poderiam empregar bem sua fortuna. Em sonho a ela aparece e diz que gostaria de um templo exatamente no local que estivesse coberto por neve no monte Esquilino. No dia seguinte apenas uma pequena parte do morro tinha neve e lá foi construída a Basílica de Santa Maria Maior.
Desde o século XVII o nome da ilha é documentado como "San Cristóbal". Os primeiros colonos ingleses mantiveram a tradução inglesa deste nome, e apelidaram de "St. Christopher's Island" (Ilha de São Cristóvão). No século XVII Christopher ganhou o apelido de Kitt. Esse é o modo que a ilha era referida informalmente: "Saint Kitt's Island", depois encurtado para "Saint Kitts".
A constituição atual refere ambas as formas: "Saint Kitts and Nevis" and "Saint Christopher and Nevis".

## História

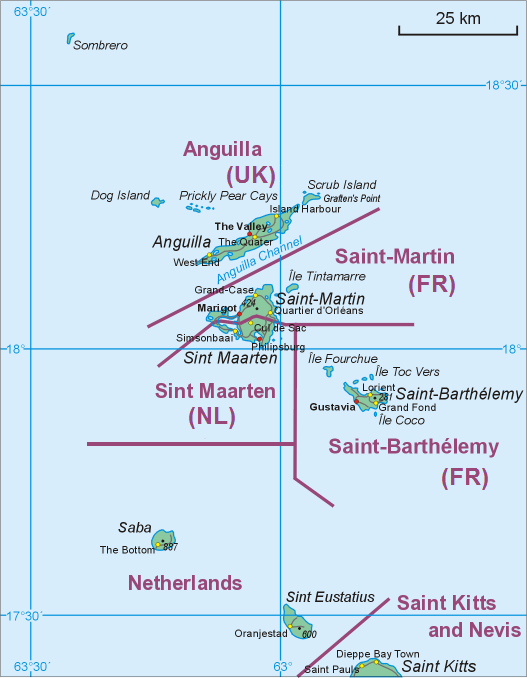
Mapa

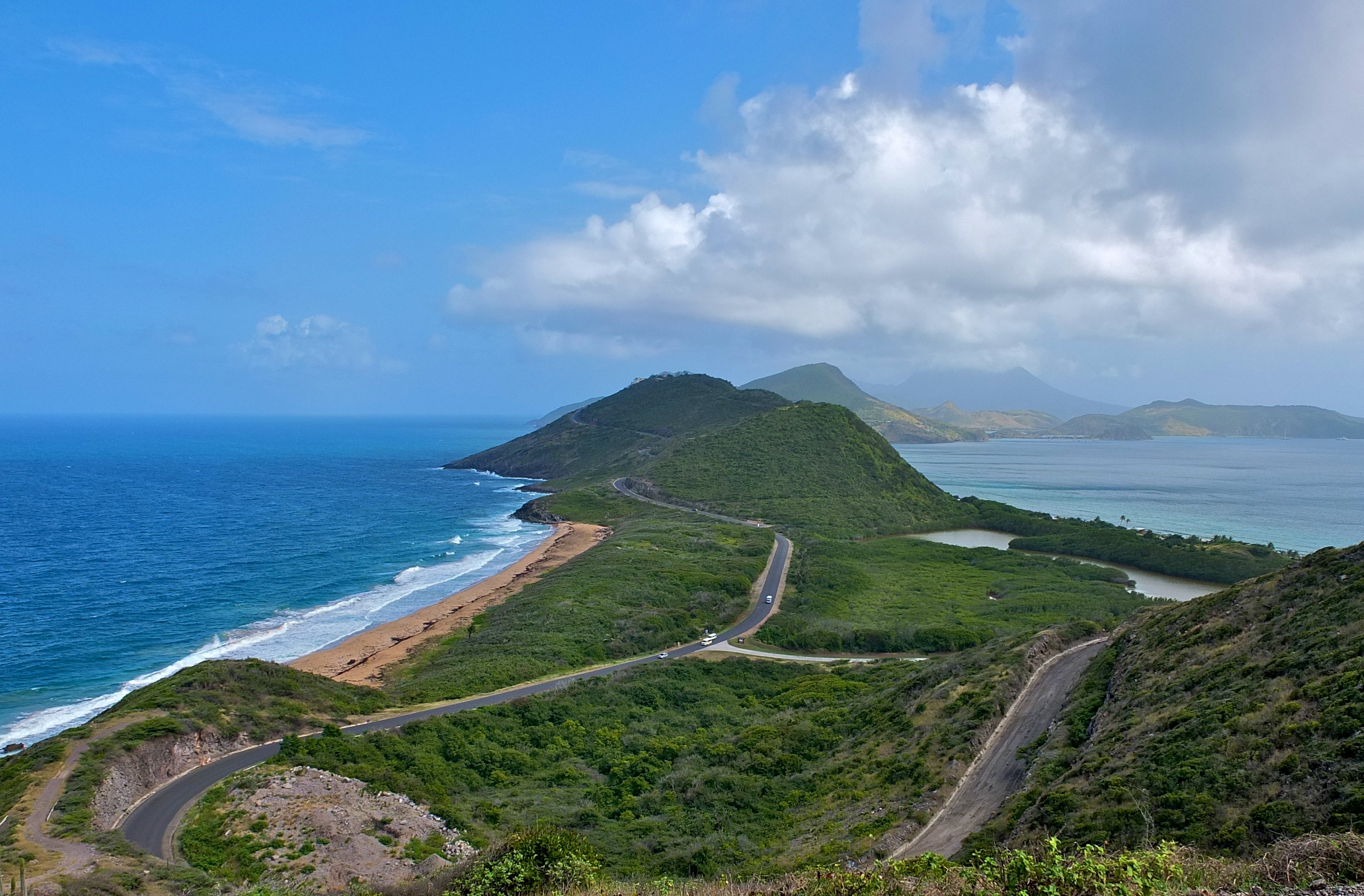
Vista das várias colinas da ilha de São Cristóvão.

Inicialmente habitadas pelos caraíbas, atualmente a maioria dos habitantes descende dos escravos africanos. São Cristóvão foi colonizada pelos ingleses em 1623, já Neves, apenas em 1628. Os franceses tomam São Cristóvão, em 1627, e nela permanecem até 1782, quando os ingleses obtêm uma vitória decisiva na Colina Brimstone e as ilhas passam permanentemente ao controle britânico. As ilhas são unidas, em 1882, juntamente com Anguila e integram a Federação das Índias Ocidentais, em 1958, que posteriormente foi dissolvida em 1962. Em 1967, São Cristóvão-Neves-Anguila torna-se um estado associado ao Reino Unido. Em 1980, Anguila separa-se e São Cristóvão e Neves torna-se independente em 19 de setembro de 1983.
A economia do país foi prejudicada nos anos 80 a causa da queda do preço internacional do açúcar. O Governo esforçou-se para reduzir essa dependência por meio da diversificação da economia, promovendo o turismo e os serviços financeiros.
Em 1990 o primeiro-ministro de Neves, Vance Amory, tentou romper seus laços federativos com São Cristóvão em 1992, mas a ideia não foi aprovada em referendo e nova tentativa foi feita em 1998, quando 62% da população votou pela secessão de Neves, mas como não foram alcançados os dois terços necessários para a aprovação da medida. A ideia foi abandonada até recentemente quando Amory reiniciou o processo constitucional com vista à separação.

## Política

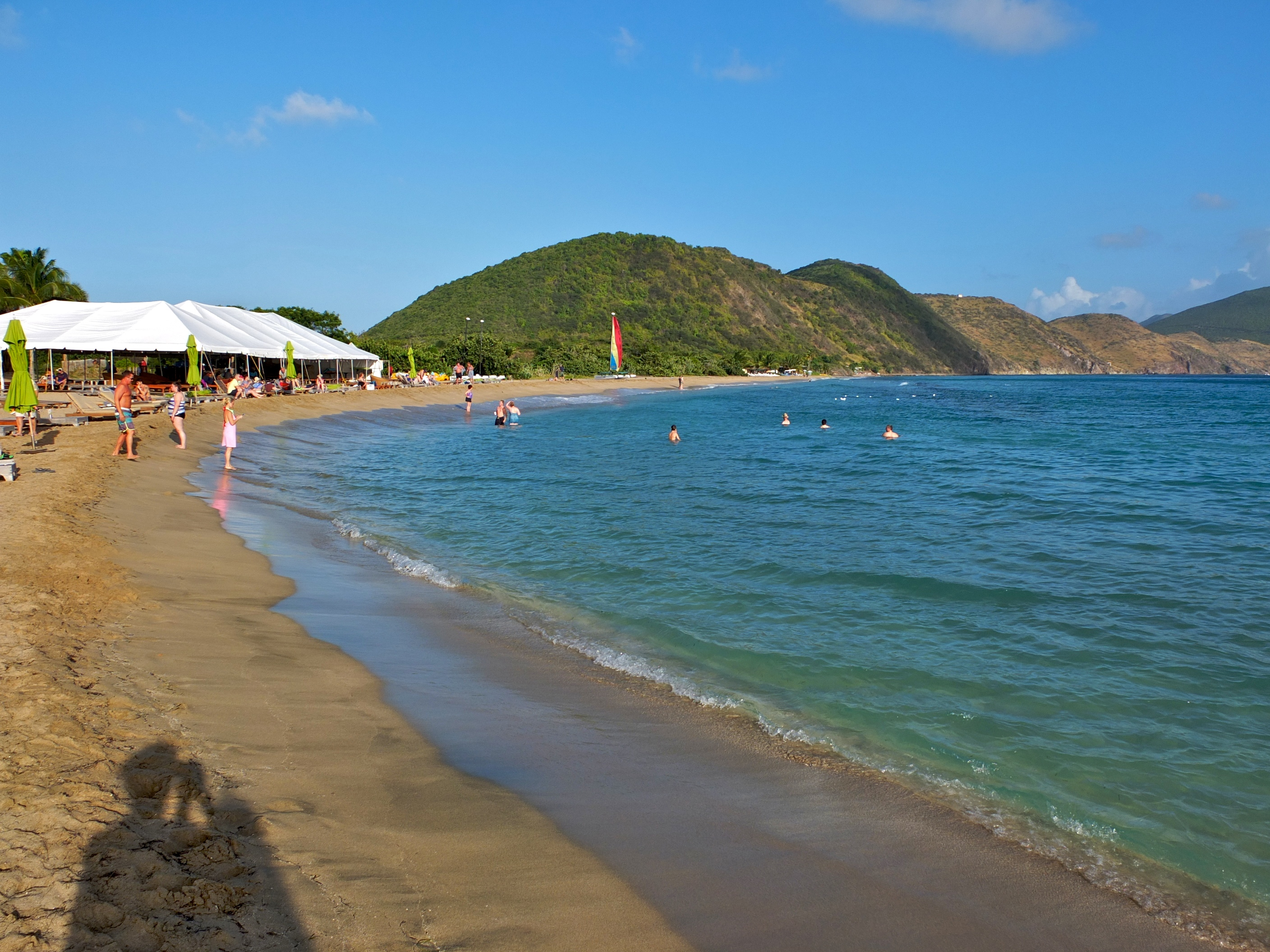
Uma das duas baías da ilha de São Cristóvão.

São Cristóvão e Neves é um Estado soberano, democrático e federal. O Rei de São Cristóvão e Neves, Carlos III, é o seu chefe de Estado. O rei é representado no país por um governador-geral, que atua no conselho do Primeiro-Ministro e Conselho de Ministros. O primeiro-ministro é o líder do partido maioritário da Câmara, e o gabinete conduz os assuntos de Estado. O país também é uma monarquia constitucional, que compartilha o mesmo monarca como alguns outros membros dos Reinos da Comunidade de Nações.
O país possui uma legislatura unicameral, conhecida como a Assembleia Nacional. É composto por 14 membros, sendo onze representantes eleitos popularmente e três senadores que são nomeados pelo Governador-Geral. Dois dos senadores são nomeados com base no parecer do primeiro-ministro, e um se nomeia no conselho do líder da oposição. Ao contrário de outros países, os senadores não constituem um Senado separado ou Câmara alta do Parlamento, mas sentam-se na Assembleia Nacional, ao lado de representantes. Todos os membros possuem mandato de cinco anos. O Primeiro-Ministro e o Gabinete são responsáveis perante o Parlamento.
A atual Governadora-Geral de São Cristóvão e Neves é Marcella Liburd, que está no cargo desde 1° de fevereiro de 2023. O país é membro da Organização das Nações Unidas (ONU) desde 23 de setembro de 1983, assim como do Banco Mundial, do Fundo Monetário Internacional e dos blocos regionais Comunidade do Caribe (CARICOM) e Organização dos Estados do Caribe Oriental (OECO).

## Subdivisões
As ilhas da Federação foram divididas em 14 paróquias.
A ilha São Cristóvão está dividida em nove paróquias:
- Christ Church Nichola Town
- Saint Anne Sandy Point
- Saint George Basseterre
- Saint John Capisterre
- Saint Mary Cayon
- Saint Paul Capisterre
- Saint Peter Basseterre
- Saint Thomas Middle Island
- Trinity Palmetto Point

Já a ilha de Neves está dividida em cinco paróquias:
- Saint George Gingerland
- Saint James Windward
- Saint John Figtree
- Saint Paul Charlestown
- Saint Thomas Lowland

## Geografia

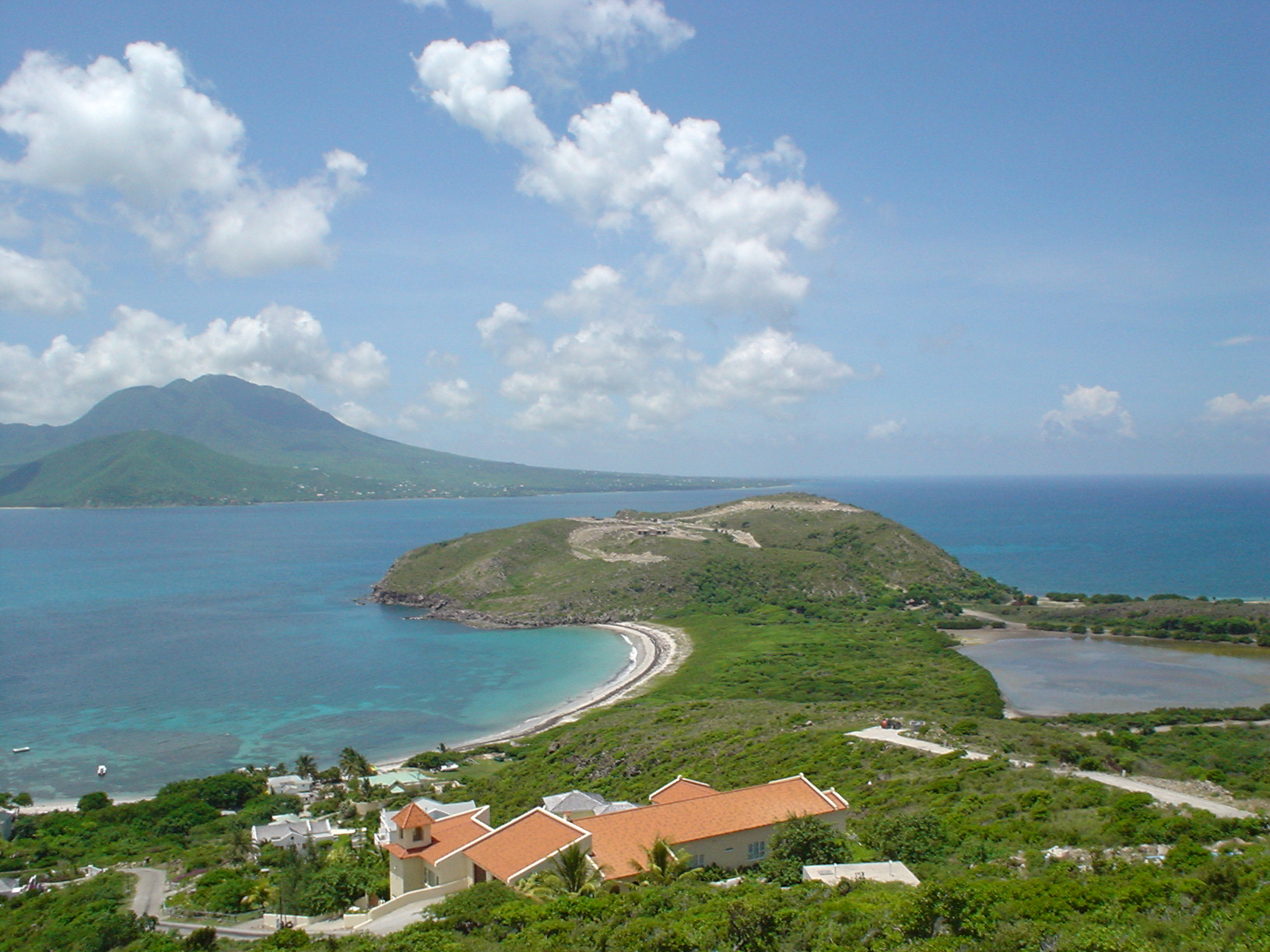
Vista da ilha de Neves a partir da ilha de São Cristóvão.

O país é formado por duas ilhas, a ilha de São Cristóvão e a ilha de Neves, no mar do Caribe, região das Caraíbas, junto da América Central. O pico mais alto é o Monte Liamuiga, que chega a 1 156 m de altitude e está localizado na ilha de São Cristóvão. É o menor país das Américas, estando sujeito a ação de furacões.
As ilhas são de origem vulcânica, com grandes picos centrais cobertos de floresta tropical; as encostas mais íngremes que conduzem a esses picos são principalmente desabitadas. A maioria da população em ambas as ilhas vive mais perto do mar onde o terreno se esticou. Existem inúmeros rios que descem das montanhas das duas ilhas, que fornecem água fresca para a população local. A ilha de São Cristóvão tem um pequeno lago de água salgada.
O pássaro nacional é o pelicano-pardo. Existem, ao todo, 176 espécies de aves registradas no país.

## Economia

Principais produtos de exportação de São Cristóvão e Neves em 2019.

O turismo e as finanças internacionais são a fonte principal de rendimentos para sua população.
São Cristóvão e Neves é membro da Comunidade do Caribe (CARICOM). A Suprema Corte do Caribe Oriental se encarrega de seus assuntos judiciais e sua moeda é o dólar do Caribe Oriental.

## Demografia
Tem uma população de 54 821 habitantes (Estimativas de 2016). O solo vulcânico é muito fértil e suporta uma densa vegetação dominada por arbustos floridos e campos de cana de açúcar e de algodão. A cana de açúcar (usada na fabricação de rum e melaço) e o turismo fornecem as fontes de renda mais importantes do país. O governo tem tido algum sucesso na atração de financeiras e bancos offshore e outras indústrias como a confecção de tecidos de algodão, roupas e calçados para exportação, para diversificar a economia.
Cocos, arroz, inhame, legumes e frutas tropicais também são cultivados, e sal é refinado. Lagostas são capturadas para exportação e para o consumo local.

## Cultura
- Feriados em São Cristóvão e Neves